# Robert Steuckers
Robert Steuckers, född 8 januari 1956 i Uccle, är en belgisk högerpolitisk aktivist och teoretiker.
Han stod tidigare nära nya högern och tillhörde dess kännare av den konservativa revolutionen. Han lämnade GRECE 1993 och grundade organisationen Synergies européennes, som förespråkar en antikapitalistisk och paneuropeisk nationalism.
Han är initiativtagare till flera konferenser och medförfattare till flera antologier. Han är känd som flerspråkig föredragshållare.